# Thanh Uyên
Thanh Uyên là một xã thuộc huyện Tam Nông, tỉnh Phú Thọ, Việt Nam.
Xã Thanh Uyên có diện tích 9,68 km², dân số năm 1999 là 5760 người, mật độ dân số đạt 595 người/km².